# دلم
دلم روستای کوچکی از توابع شهر دبا الفجیره در نوار ساحلی کرانهٔ
دریای عمان از توابع امارت فجیره از امارات هفتگانه دولت امارات متحده عربی واقع شده‌است.

## جمعیت
دارای (۲۵ خانوار) و در حدود ۱۱۵ نفر جمعیت می‌باشند که از اهل سنت و مالکی مذهب هستند. شغل عمدهٔ مردم روستا کشاورزی و ماهی گیری است. بعضی از مردم نیز دام خانه‌ای نیز دارند.
حدود ۵۰۰۰ اصله نخل خرما در روستا وجود دارد.